# 小行星2404
小行星2404（2404 Antarctica）是一颗绕太阳运转的小行星，为主小行星带小行星。该小行星于1980年10月1日发现。
該小行星以南極洲命名，以紀念發現者安東寧·姆爾科斯參加的第三次蘇聯南極探險隊。

## 轨道参数
小行星2404的轨道半长轴为3.1213327 UA，离心率为0.138。